# Pieter Gruijters
Pieter Gruijters (Helmond, 24 juli 1967) is een succesvolle, voormalige Nederlandse atleet. Gruijters had zich gespecialiseerd in de meerkamp.

## Biografie
Gruijters liep in 1987 door een motorongeluk een dwarslaesie op, waardoor hij in een rolstoel belandde. In 1996 begon Gruijters met het wheelen met name gericht op de weg wedstrijden, waarmee hij in 1997 zijn debuut maakte. In 2000 besloot hij de overstap te maken naar de meerkamp. 
Gruijters kwam voor het eerst in de publieke belangstelling tijdens de Paralympics in 2004, waar hij een wereldrecord vestigde bij het speerwerpen. In 2006 werd hij tijdens de wereldkampioenschappen in Assen tweevoudig wereldkampioen: hij won goud op de vijfkamp en het speerwerpen en een zilveren medaille bij het kogelstoten.
Aan het eind van dat jaar werd Gruijters gekozen tot Gehandicapte sporter van het jaar. Bovendien ontving hij op de nieuwjaarsreceptie van de KNAU op 6 januari 2007 de Joke van Rijswijk prijs. Deze prijs wordt jaarlijks toegekend aan een atleet, atlete, persoon of organisatie, die zich door inzet en behaalde resultaten op het gebied van de ontwikkeling van de atletiek voor personen met een lichamelijke of verstandelijke beperking heeft onderscheiden. Het was overigens al het tweede achtereenvolgende jaar, dat Pieter Gruijters deze prijs in ontvangst mocht nemen.
In 2008 bekroonde Pieter Gruijters zijn carrière met een gouden medaille op het onderdeel speerwerpen F55/56 tijdens de Paralympische Spelen in Beijing. Hiervoor werd hij bij terugkomst in Nederland benoemd tot Ridder in de Orde van de Nederlandse Leeuw. Later dat jaar werd hij nog benoemd tot lid van verdienste van de Atletiekunie.
In 2009 heeft Gruijters vanwege rugproblemen zijn sportcarrière moeten beëindigen. Hij is getrouwd en heeft twee kinderen.

## Uitslagen

### Paralympische Spelen
| Evenement    | Resultaat | Onderdeel                 |
| ------------ | --------- | ------------------------- |
| Athene 2004  | zilver    | speerwerpen klasse F55-56 |
| Athene 2004  | zilver    | meerkamp klasse P54-58    |
| Beijing 2008 | goud      | speerwerpen klasse F55/56 |

### Wereldkampioenschappen
| Evenement           | Resultaat | Onderdeel    |
| ------------------- | --------- | ------------ |
| 2006                | goud      | speerwerpen  |
| 2006                | goud      | meerkamp     |
| 2006                | zilver    | kogelstoten  |
| Taipei 2007         | goud      | speerwerpen  |
| Taipei 2007         | zilver    | kogelstoten  |
| Taipei 2007         | brons     | discuswerpen |
| Rio de Janeiro 2005 | goud      | speerwerpen  |
| Rio de Janeiro 2005 | zilver    | kogelstoten  |
| Rio de Janeiro 2005 | brons     | discuswerpen |
| Christchurch 2003   | goud      | speerwerpen  |
| Christchurch 2003   | goud      | meerkamp     |

### Europese kampioenschappen
| Evenement  | Resultaat | Onderdeel    |
| ---------- | --------- | ------------ |
| Assen 2003 | goud      | speerwerpen  |
| Assen 2003 | goud      | meerkamp     |
| 2005       | goud      | speerwerpen  |
| 2005       | zilver    | discuswerpen |
| 2005       | brons     | kogelstoten  |

## Records
2008
- speerwerpen klasse (F55/F56) 42,27 m

2006
- Wereldrecord speerwerpen 38,70 m (september)
- Wereldrecord speerwerpen 38,46 m (mei)

2004
- Wereldrecord speerwerpen 37,79 m

2003
- Wereldrecord speerwerpen 33,26 m
- Wereldrecord meerkamp 5303 p